# Elizabeth Ann Seton

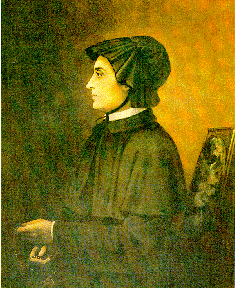
Elizabeth Ann Seton

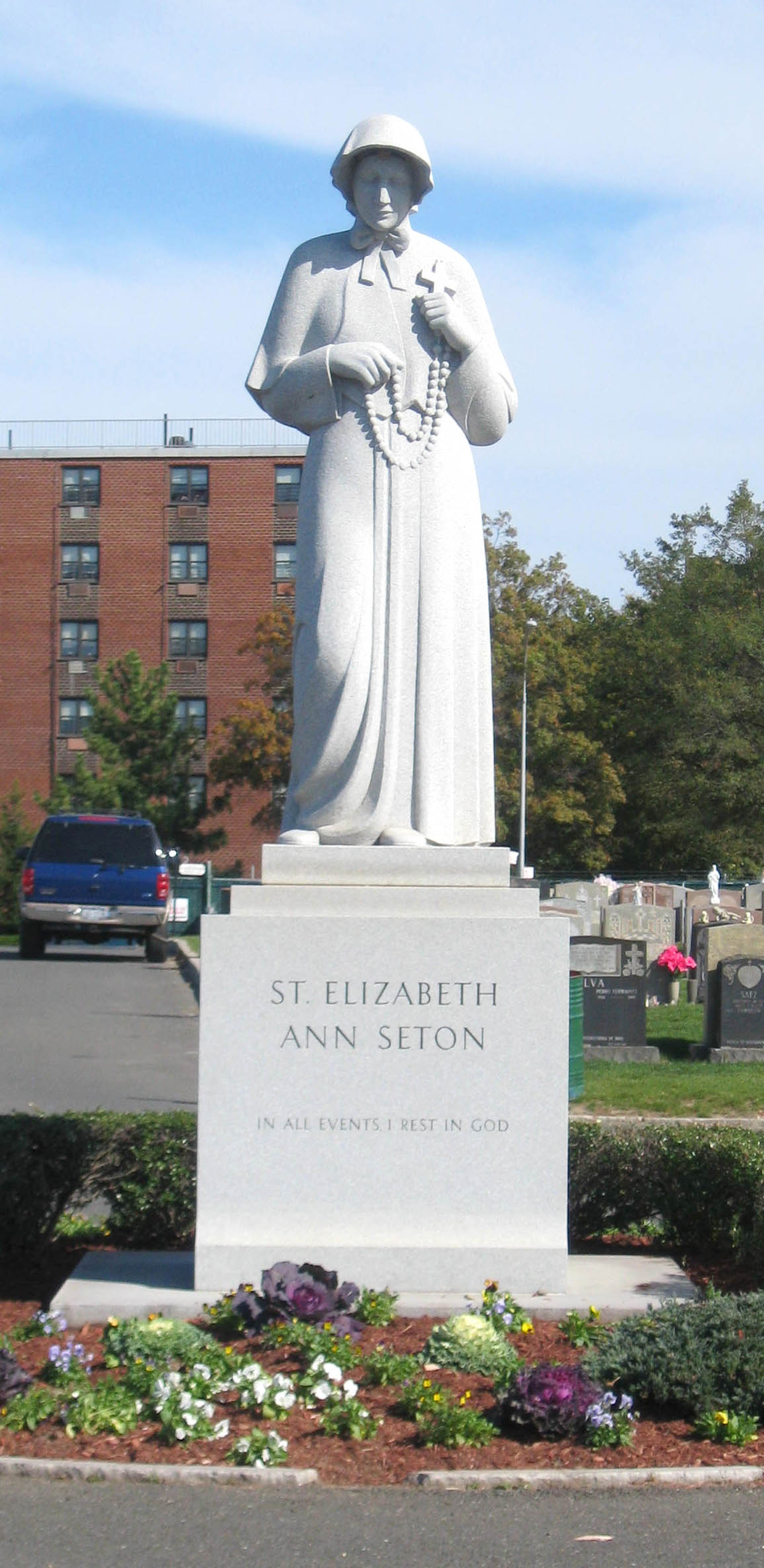
Statue von Elizabeth Ann Seton auf dem Saint Raymond’s Cemetery in der Bronx

Elizabeth Ann Seton (geboren als Elizabeth Ann Bayley; * 28. August 1774 in New York City; † 4. Januar 1821 in Emmitsburg, Maryland) ist Ordensgründerin der Sisters of Charity und die erste in den Vereinigten Staaten geborene Heilige.

## Leben
Elizabeth Ann Bayley war die Tochter von Richard Bayley († 1801), einem bekannten New Yorker Arzt und Leiter des Gesundheitsdienstes des New Yorker Hafens, und seiner Ehefrau Catherine Charlton († 1777). Sie wuchs als Mitglied der Episkopalkirche auf, einem Zweig der anglikanischen Kirche. Am 25. Januar 1794 heiratete sie im Alter von 19 Jahren den reichen Schiffshändler William Magee Seton. Das Paar hatte gemeinsam fünf Kinder.
William geriet in den folgenden Jahren in finanzielle Bedrängnis. Als er an Tuberkulose erkrankte, reiste er mit seiner Familie nach Italien, da er sich vom dortigen Klima eine Linderung seines Leidens erhoffte. Doch er starb im Dezember 1803 und hinterließ seine junge, mittellose Frau mit fünf Kindern. Sie blieben noch einige Monate in der Toskana. In dieser Zeit lernte Elizabeth Seton den Katholizismus kennen und schätzen. Bei ihrer Rückkehr nach New York war sie entschlossen, zur katholischen Kirche zu konvertieren. Diesen Schritt vollzog sie Ostern 1805. Daraufhin wurde sie von ihrer Familie enterbt.
Elizabeth Seton wurde Lehrerin, um ihren Kindern eine geeignete Ausbildung zu ermöglichen. Mit der Vision, dass alle Kinder, sowohl Jungen als auch Mädchen, ein Recht auf freie Bildung haben, gründete sie 1808 in Baltimore ihre erste katholische Schule.
Im März 1809 gründete Elizabeth Seton mit der Unterstützung des Erzbischofs John Carroll von Baltimore die Sisters of Charity, eine Schwesternschaft nach dem Vorbild der Regel des heiligen Vinzenz von Paul. Sie stand der Gemeinschaft fast zehn Jahre lang als Generaloberin vor, wobei ihre besondere Liebe den notleidenden Menschen galt. Sie besuchte die Armen und Kranken in der Nachbarschaft, Weiße wie Schwarze – für eine Weiße damals höchst ungewöhnlich. Sie schrieb Lehrbücher für den schulischen Unterricht, übersetzte religiöse Bücher aus dem Französischen und verfasste geistliche Betrachtungen. Sie starb im Alter von 46 Jahren am 4. Januar 1821 an Tuberkulose.

## Seligsprechung und Heiligsprechung
Ihre Seligsprechung erfolgte im Jahre 1963 durch Papst Johannes XXIII. Am 14. September 1975 wurde sie von Papst Paul VI. heiliggesprochen. Ihr Gedenktag ist der 4. Januar.

## Elizabeth Ann Seton als Namensgeberin
1856 wurde die damals gegründete Seton Hall University nach Elizabeth Ann Seton benannt. 2015 wurde ein Asteroid nach ihr benannt: (166944) Seton.